# Godeša
Godeša je priimek v Sloveniji, ki ga je po podatkih Statističnega urada Republike Slovenije na dan 1. januarja 2010 uporabljalo 97oseb in je med vsemi priimki po pogostosti uporabe uvrščen na 4.481. mesto.

## Znani nosilci priimka
- Bojan Godeša (*1962), zgodovinar
- Franc Godeša (*1934), pravnik, politik
- Gregor Godeša, višji državni odvetnik
- Romana Godeša, zdravnica